# Ga Phò Trạch
Ga Phò Trạch là một nhà ga xe lửa tại thị trấn Phong Điền, huyện Phong Điền, thành phố Huế. Nhà ga là một điểm trên tuyến đường sắt Bắc Nam tiếp nối sau ga Mỹ Chánh (tỉnh Quảng Trị) và trước ga Hiền Sỹ. Lý trình ga: Km 659 + 760.